# Eden Massouema
Eden Massouema (Villepinte, 29 giugno 1997) è un calciatore francese, centrocampista dell'Olbia.

## Caratteristiche tecniche
È un mediano.

## Statistiche

### Presenze e reti nei club
Statistiche aggiornate al 28 aprile 2018.
| Stagione          | Squadra           | Campionato        | Campionato | Campionato | Coppe nazionali | Coppe nazionali | Coppe nazionali | Coppe continentali | Coppe continentali | Coppe continentali | Altre coppe | Altre coppe | Altre coppe | Totale | Totale | Totale |
| Stagione          | Squadra           | Comp              | Pres       | Reti       | Comp            | Pres            | Reti            | Comp               | Pres               | Reti               | Comp        | Pres        | Reti        | Pres   | Reti   |        |
| ----------------- | ----------------- | ----------------- | ---------- | ---------- | --------------- | --------------- | --------------- | ------------------ | ------------------ | ------------------ | ----------- | ----------- | ----------- | ------ | ------ | ------ |
| 2014-2015         | Drancy            | CFA               | 2          | 0          |                 | -               | -               |                    | -                  | -                  |             | -           | -           | 2      | 0      |        |
| 2015-2016         | Paris FC 2        | CFA2              | 7          | 0          |                 | -               | -               |                    | -                  | -                  |             | -           | -           | 7      | 0      |        |
| 2016-2017         | Paris FC 2        | CFA2              | 4          | 0          |                 | -               | -               |                    | -                  | -                  |             | -           | -           | 4      | 0      |        |
| Totale Paris FC 2 | Totale Paris FC 2 | Totale Paris FC 2 | 11         | 0          |                 | -               | -               |                    | -                  | -                  |             | -           | -           | 11     | 2      |        |
| 2016-2017         | Paris FC          | N                 | 25+2       | 0          | CF+CdL          | 0+2             | 0               |                    | -                  | -                  |             | -           | -           | 29     | 0      |        |
| 2017-2018         | Digione 2         | N3                | 9          | 0          |                 | -               | -               |                    | -                  | -                  |             | -           | -           | 9      | 0      |        |
| 2017-2018         | Digione           | L1                | 5          | 0          | CF+CdL          | 0               | 0               |                    | -                  | -                  |             | -           | -           | 5      | 0      |        |
| Totale carriera   | Totale carriera   | Totale carriera   | 53         | 0          |                 | 2               | 0               |                    | -                  | -                  |             | -           | -           | 55     | 0      |        |

## Palmarès

### Club

#### Competizioni nazionali
- Campionato francese di seconda divisione: 1

Troyes: 2020-2021